# Torres de Écija
Las torres de Écija forman un conjunto de torres parroquiales y conventuales incluidas dentro del importante patrimonio arquitectónico y monumental de la ciudad y que constituyen un elemento característico que identifica y protagoniza su paisaje urbano, al ser contemplada en la distancia.
Este perfil urbano, hoy alterado por algunas desafortunadas construcciones, se creó principalmente a lo largo del siglo XVIII, debido al auge económico experimentado por la población durante ese periodo, y que en gran parte benefició al clero hasta el punto de emprender numerosas construcciones de nueva planta, y reformar y ampliar algunas de las ya existentes. 
Son un total de once torres, de marcado acento barroco, que, repartidas a lo largo del casco histórico de la ciudad, se levantaron o rehicieron durante el denominado siglo de Oro ecijano; que han servido para que la localidad sea conocida con el apelativo de Ciudad de las torres, y contribuido para su merecida declaración como Conjunto Histórico-Artístico en el año 1966.
Tras el terremoto de 1755, los arquitectos reinterpretaron el modelo sevillano de torre que constituía la Giralda, alterando las proporciones, el número de los cuerpos y barroquizando su decoración. La morfología común de las torres está formada por un primer cuerpo, denominado caña, de forma esbelta y lisa, cubierto por campanarios decrecientes, con plantas de variadas formas. El material empleado para su construcción ha sido habitualmente ladrillo en limpio y en algunas ocasiones se ha utilizado piedra para la base. En la decoración se ha empleado una inteligente combinación de piedra, azulejería, estuco y pintura con la se crearon cornisas, recercados, balcones, arcos, remates y pináculos que refuerzan el espíritu ascensional de estas construcciones.

## Las Gemelas

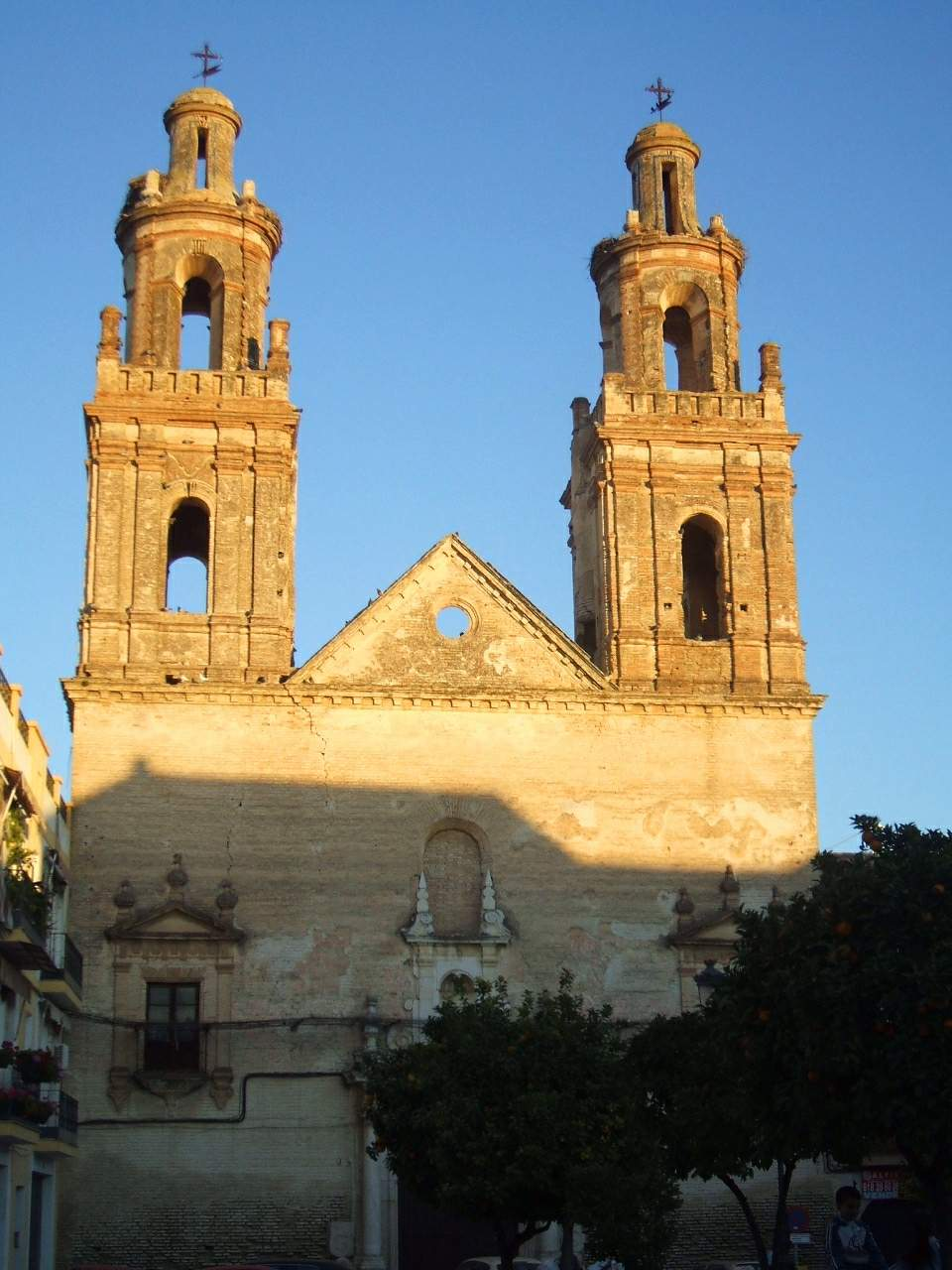
Las gemelas, fachada de la iglesia de la Purísima Concepción del antiguo Monasterio de los Mercedarios descalzos.

Conocidas como "Las Gemelas", estas torres son el único elemento que se conserva de la iglesia de la Purísima Concepción del antiguo monasterio de los Mercedarios descalzos, cuya construcción se llevó a cabo durante el siglo XVIII, después de que esta orden ya solicitara en 1624 la construcción de un monasterio en la localidad.
El primer cuerpo está inmerso en el hastial de la fachada, sobre el que sobresalen los cuerpos superiores. El primero, de planta cuadrada, el segundo, con planta circular, y el tercero con forma de tronco de cono se encuentra cubierto con un casque de forma octogonal.

## Torre de Santo Domingo
Forma parte del convento de San Pablo y Santo Domingo, que fue fundado por los Padres Dominicos en el siglo XIV. No obstante, la torre del campanario fue levantada durante los siglos XVI y XVII. Se presenta inacabada, con una potente cornisa entre el fuste y el comienzo del cuerpo de campanas.

## Torre de la Victoria
De autoría anónima, terminó de edificarse en el año 1757. Es una obra de una gran esbeltez, realizada en ladrillo, cuyos cuerpos superiores de campanas y de acabados se escalonan en sentido decreciente. Con una molduración muy movida y ondulada, presenta un curioso remate de chapitel sobre cúpula octogonal, ambas revestidas de azulejería bicolor en azul y blanco.

## Torre de San Gil
La construcción de esta torre está documentada entre los años 1767 y 1782, y es obra de los arquitectos Antonio de Figueroa y Ruiz y Antonio Caballero. En el desarrollo de su fuste o caña presenta ventanales enmarcados por apretadas y movidas yeserías; con tres cuerpos de campanas de sección decreciente que presentan un ondulado y fuerte acento ascensorial.

## Torre de Santa Ana
Esta torre es obra de autor o autores desconocidos. En ella aparecen distintos aspectos ornamentales de tipo marcadamente geométricos, que enfatizan con intensidad los frentes de sus cuerpos. 
Fue construida sobre la muralla que protegía la ciudad, está decorada con azulejería y ladrillo tallado y su realización se debe a los religiosos Terceros de San Francisco de Asís que solicitaron en 1634 levantar un campanario sobre la torre de la Puerta Real. 

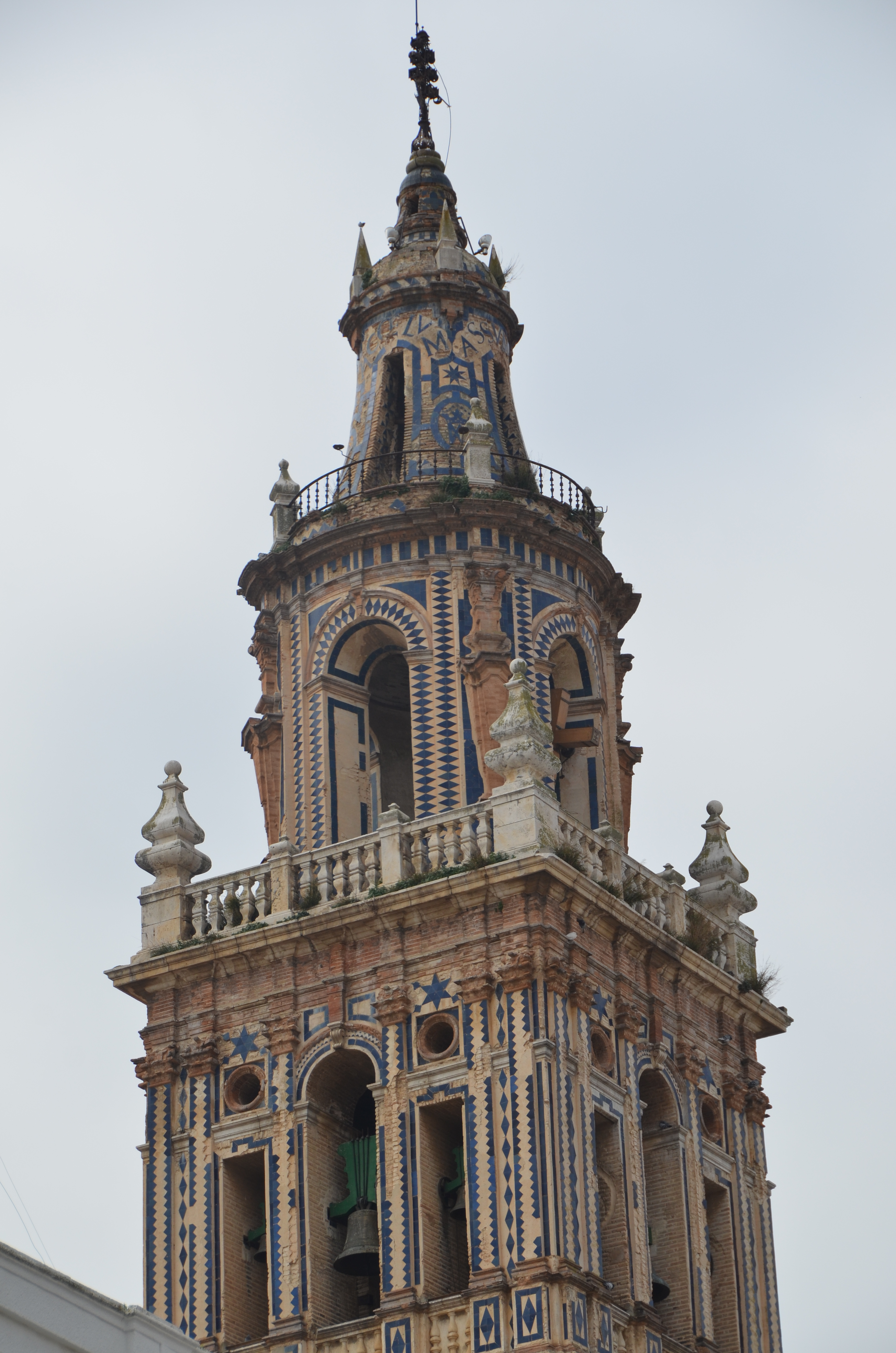
Torre de Santa María.

## Torre de Santa María
Es la más temprana de las levantadas en la ciudad, pues su terminación se fecha en el año 1725. Fue construida por el arquitecto José Páez y consta de un alto fuste rematado por un campanario inspirado en el modelo de La Giralda diseñado por Hernán Ruiz II, aunque en ésta de Ëcija se ve intensificada su altura notablemente. Se encuentra situada en la plaza de su mismo nombre próxima a la Plaza de España, .

## Torre de los Marroquíes
Posiblemente la más baja de las torres ecijanas, no por eso deja de tener gran interés, además de originalidad. Está fechada en el año 1760, es de destacar su campanario, que se articula a partir de estípites que incorporan las clásicas piezas de cerámica azul incrustada.

## Torre de Santiago
La levanta el también arquitecto Juan Núñez sobre un alto y compacto fuste de ladrillo, abierto por pequeños óculos y balcones barrocos, allá por los años 1757 y 1766. 
Para su campanario usa la clásica cerámica policromada, y sobre él coloca dos airosos cuerpos octogonales de sección decreciente, que otorgan a la torre un marcado ritmo ascensorial.

## Torre de Santa Cruz

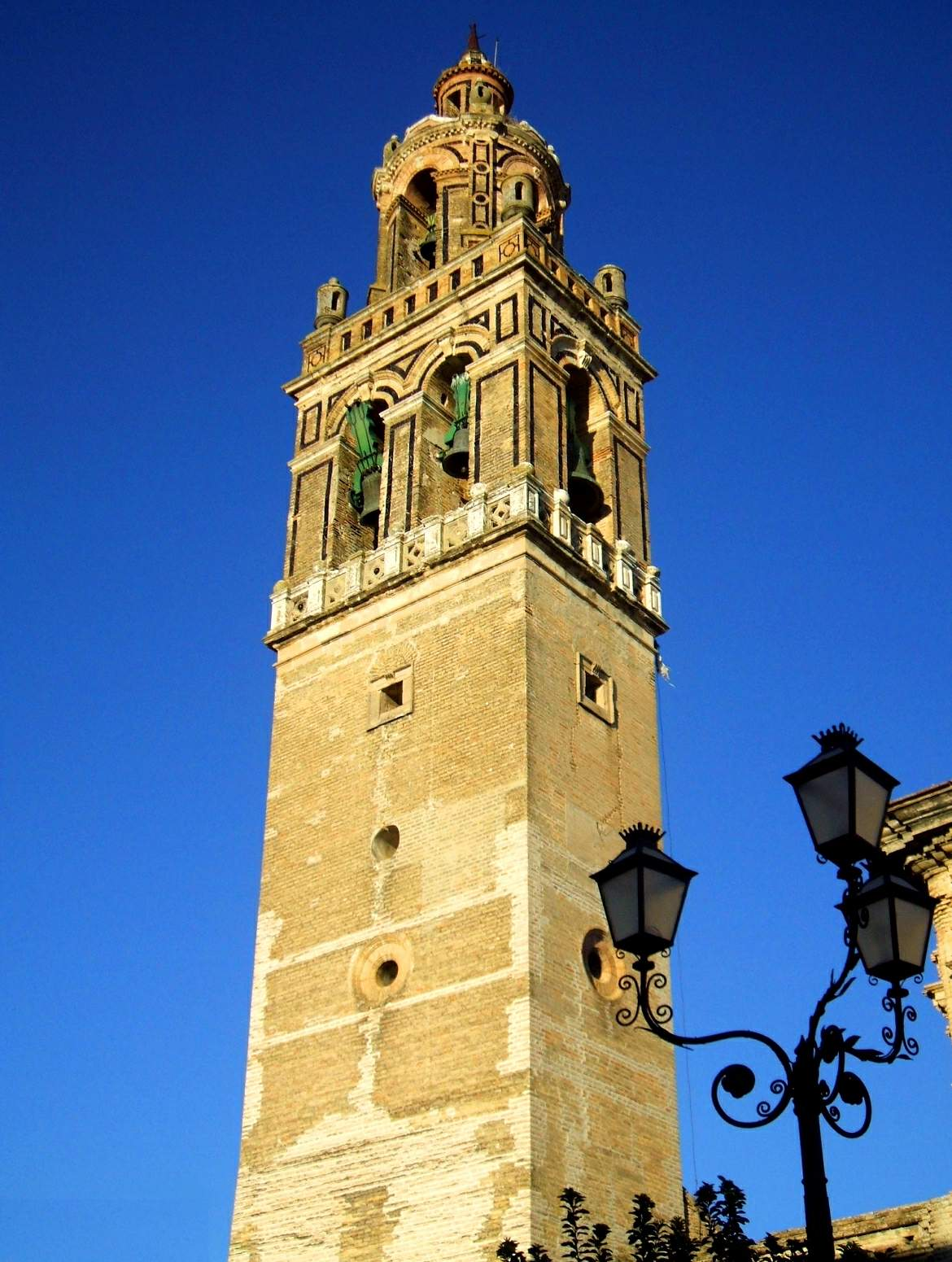
Torre de Santa Cruz.

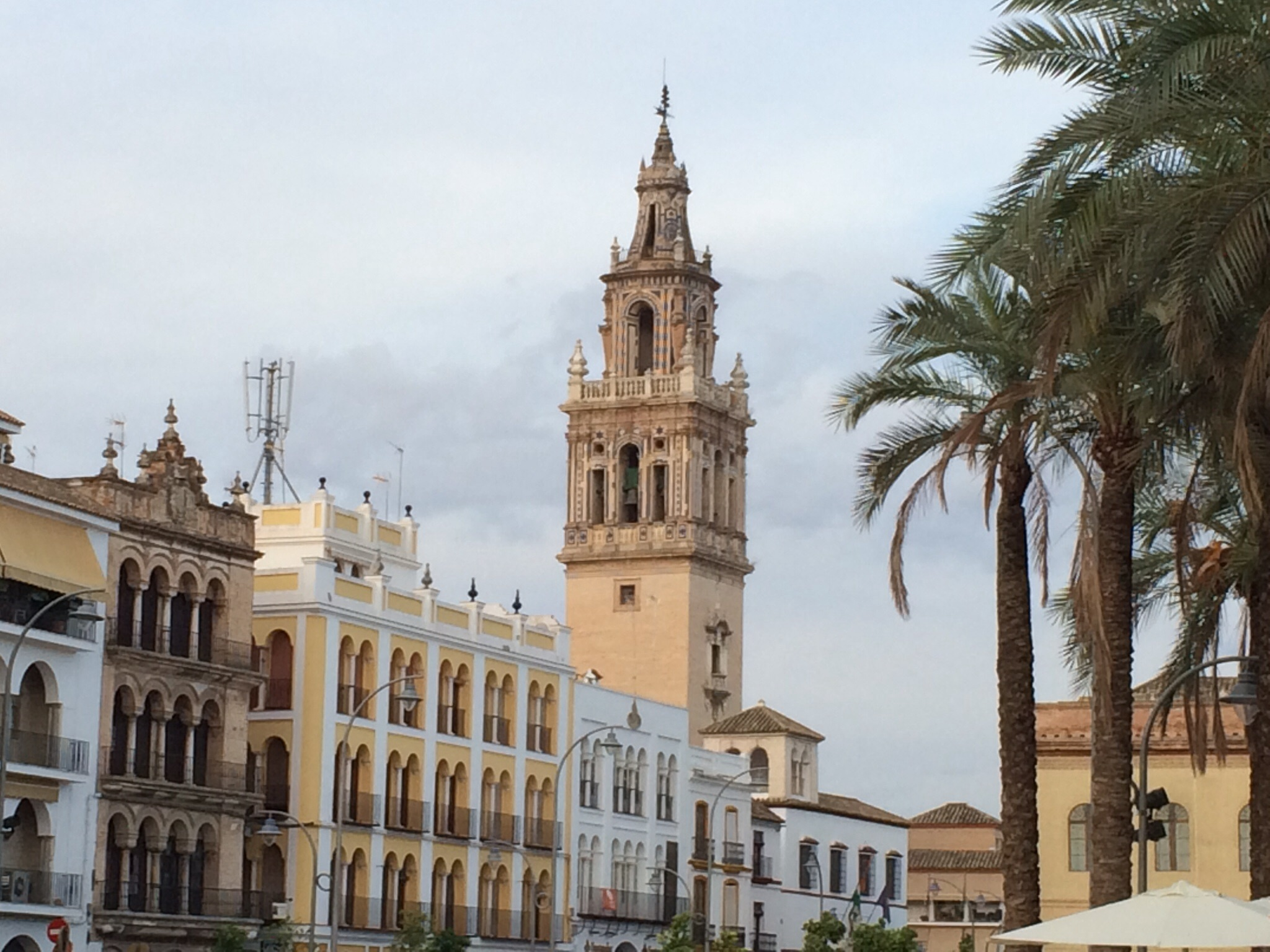
Vista de la torre de la iglesia de Santa María desde la plaza de España.

Es algo más tardía, aunque todavía con algunos tintes barrocos, esta torre se concluyó en 1783. Es obra del arquitecto sevillano José Álvarez, en ella se suavizan los movimientos ondulatorios que se dan en el resto de las torres ecijanas, y aparece un nuevo concepto organizativo que delata el espíritu del neoclasicismo; a un primer cuerpo de campanas cuadrado le sigue otro circular que se corona con linterna cubierta por una volada cornisa.
Se caracteriza por ser la única de la ciudad que posee planta rectangular, reutilizando el fuste del antiguo alminar de la mezquita. Heredera directa del campanario trazado en 1568 por Hernán Ruiz II para la Giralda de Sevilla, su fisonomía actual se remonta a las obras efectuadas a lo largo del siglo XVIII, en las que intervinieron maestros de la talla de José Páez de Carmona y Juan Núñez.
Tanto la planta rectangular como la decoración de azulejos que recorren pilastras, vanos, antepechos, enjutas y cupulín, le confieren un marcado sentido clásico con aires renacentistas. El primer tercio del fuste es macizo y se corresponde con la parte del antiguo alminar, al que se añade la prolongación renacentista con una escalera de caracol interna con iluminación mediante vanos circulares y cuadrados. 
El primer cuerpo se delimita mediante un antepecho pétreo de claras influencias de la Giralda, sobre el que se distribuyen los vanos de medio punto con ménsula en la clave central, para las campanas, dos en los lados mayores y uno para los menores. El segundo cuerpo, denominado de la matraca, consta de un antepecho de ladrillo con lucernarios de cantería en sus ángulos, antepecho que delimita un espacio cuadrado del que emerge un cuerpo circular cuadrifonte con pilastras de capitel jónico, rematado en sus cardinales por arcos de triple inflexión. El último cuerpo, también circular y flanqueado en sus frentes por lucernarios, consta de cuatro vanos adintelados rematado por un cupulín sobre el que se asienta una figura angélical que hace las veces de veleta.

## Torre del Carmen
La torre de la Iglesia de Nuestra Señora del Carmen, al igual que el resto de este tipo de construcciones existentes en la ciudad es de estilo barroco, y su construcción fue realizada en el siglo XVII, comenzándose las obras en el año 1637.
Para su realización se utilizó ladrillo como material predominante, que se encuentra oculto tras el enfoscado. Presenta una doble policromía, el albero pálido para las superficies lisas y la almagra para destacar los elementos horizontales. Tiene una estructura de seis cuerpos, los cuatro inferiores, de planta cuadrada, en los que se repite el mismo esquema. Los dos superiores, uno octogonal y otro circular se ornamentan con arcos de medio punto con dobles pilastras cajeadas y entablamento el primero, y vanos adintelados entre dobles molduras planas, a modo de pilastras, con media naranja en el segundo. Quizás el elemento que más caracteriza a esta torre se encuentra en el tercer cuerpo de la caña, ya que en las pilastras aparecen dobles hornacinas de medio punto que albergan esculturas de mármol personificando a santos de la Orden.

## Torre de San Juan

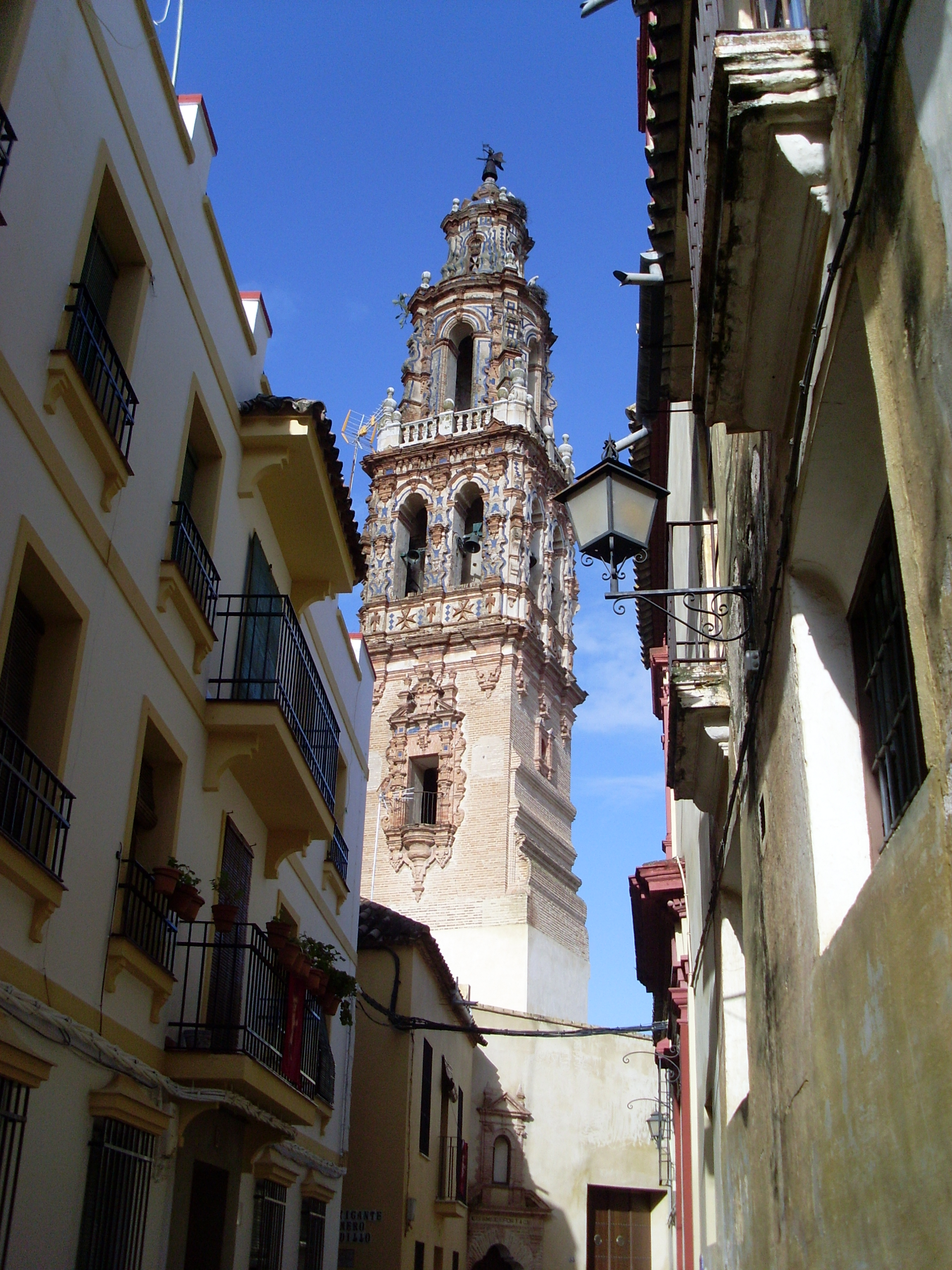
Vista de la torre de San Juan.

Probablemente la más elegante del barroco ecijano, la torre de San Juan fue construida en el año 1745 por los maestros Lucas Bazán y Antonio Corrales. 
Cuenta con un total de tres cuerpos de campana de considerable altura, en los que la talla del ladrillo y la incrustación de piezas de cerámica azul dan cuenta del excepcional dominio de sus autores en el campo del diseño decorativo.